# Torkent

Torkent är en stad i kirgiziska provinsen Dzjalal-Abad, centrala Kirgizistan. 

## Geografi
Torkent befinner sig bakom den stora Toktoguldammen (den största i landet), som ligger på en höjd av 940 meter över havet. 
Torkent ligger längs vägen M41, öst om det större samhället Toktogul och sydväst om byn Sarysogat.
Hela samhället och omgivningen är omgivet av kullar och berg. Tidszonen för Torkent är UTC+5.

## Händelser
1992 drabbades Torkent och byarna i närheten av en jordbävning.